# 중매

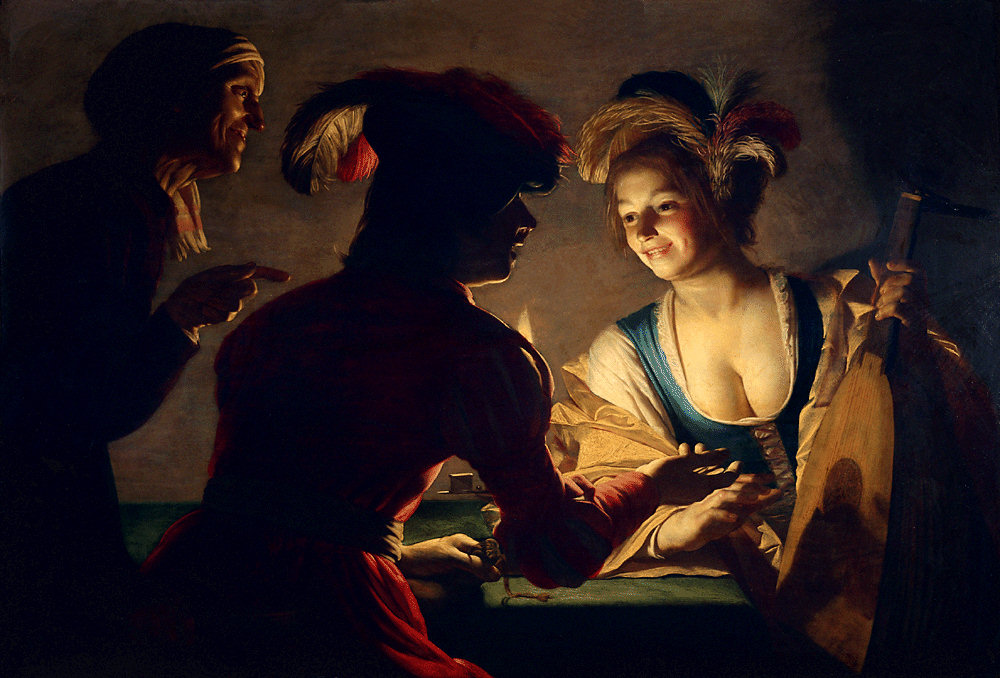
헤리트 반 혼트호르스트 작, 《뚜쟁이》. 1625년 작품.

중매는 사람끼리의 사이에 들어가 인간 관계를 중개하는 것을 말한다.
특히 남녀 간의 결혼을 중개하는 중매(仲媒)를 가리키는 경우가 많다. 중매를 서는 사람을 일컫는 말로 중매인, 뚜쟁이, 마담뚜 등이 있다.

## 중개
상인(商仁) 사이에서 물건이나 권리 등의 양도·양수를 중개하는 경우도 중매(仲買)라고 한다.

## 같이 보기
- 중매결혼
- 맞선